# Miconia hutchisonii
Miconia hutchisonii är en tvåhjärtbladig växtart som beskrevs av John Julius Wurdack. Miconia hutchisonii ingår i släktet Miconia och familjen Melastomataceae. Inga underarter finns listade i Catalogue of Life.